# Racolage (téléfilm)
Pour les articles homonymes, voir Racolage.
Racolage (Hustling) est un téléfilm américain réalisé par Joseph Sargent et diffusé le 22 février 1975 sur le réseau ABC.
Bill Butler est le directeur de la photographie.

## Distribution
- Lee Remick : Fran Morrison
- Monte Markham : Orin Dietrich
- Jill Clayburgh : Wanda
- Alex Rocco : Swifty
- Melanie Mayron : Dee Dee
- Beverly Hope Atkinson : Giselle
- Dick O'Neill : Keogh
- Burt Young : Gustavino
- Paul Benedict : Lester Traube
- John Sylvester White : Geist
- Allan Miller (en) : Harold Levine
- Burke Byrnes : Bus Driver
- James Andronica : Van Patrolman
- Howard Hesseman : Detective
- Clifford A. Pellow : Business Suit